# Atmosfera (jedinica)
Atmosfera (znak: atm) je stara mjerna jedinica za pritisak. Prvobitno je bila definisana kao pritisak pri kojem visina stupca žive u barometru iznosi 760 mm, što je ujedno i pritisak zraka izmjeren pri srednjoj razini mora na geografskoj širini Pariza. Kako ta definicija zavisi i o gustini žive, koja je takođe zavisna o pritisku, poslije je izmijenjena time da je propisan tačan odnos prema paskalu.

## Istorija
Standardna atmosfera je prvobitno definisana kao pritisak koji vrši 760 mm žive na 0 °C i standardnoj gravitaciji ( = 9,80665 m/s2). Ona je korišćena kao referentni uslov za fizička i hemijska svojstva, i bila je implicitna u definiciji Celzijusove skale temperature, koja je definisala 100 °C kao tačku ključanja vode pri ovom pritisku. Godine 1954, 10. Generalna konferencija za tegove i mere (CGPM) usvojila je standardnu atmosferu za opštu upotrebu i potvrdila svoju definiciju da je tačno jednaka 1013250 dina po kvadratnom centimetru (101325 Pa). Ovo je definisalo temperaturu i pritisak nezavisno od svojstava određene supstance. Pored toga, CGPM je primetio da je došlo do izvesnog pogrešnog shvatanja što je „neke fizičare navelo da veruju da je ova definicija standardne atmosfere izvršena samo za tačan rad u termometriji“.
U hemiji i raznim industrijama, referentni pritisak naveden u standardnoj temperaturi i pritisku (STP) je obično bio 1.000 atm (101.325 kPa), ali su se standardi od tada razlikovali. Godine 1982, Međunarodna unija za čistu i primenjenu hemiju (IUPAC) preporučila je da za potrebe specifikacije fizičkih svojstava supstanci, standardni pritisak treba da bude precizno 100 kPa (1 bar).

## Merne jedinice za pritisak
Odnos prema drugim jedinicama za pritisak prikazan je u tabeli:
|        | Paskal        | Bar               | Tehnička atmosfera | Standardna atmosfera | mmHg               | Funta sile po kvadratnom palcu |
| ------ | ------------- | ----------------- | ------------------ | -------------------- | ------------------ | ------------------------------ |
| 1 Pa   | ≡ 1 N/m²      | = 10−5 bar        | ≈ 10,197×10−6 at   | ≈ 9,8692×10−6 atm    | ≈ 7,5006×10−3 torr | ≈ 145,04×10−6 psi              |
| 1 bar  | = 100 000 Pa  | ≡ 106 din/cm²     | ≈ 1,0197 at        | ≈ 0,98692 atm        | ≈ 750,06 torr      | ≈ 14,504 psi                   |
| 1 at   | = 98 066,5 Pa | = 0,980665 bar    | ≡ 1 kp/cm²         | ≈ 0,96784 atm        | ≈ 735,56 torr      | ≈ 14,223 psi                   |
| 1 atm  | = 101 325 Pa  | = 1,01325 bar     | ≈ 1,0332 at        | ≡ 101 325 Pa         | = 760 torr         | ≈ 14,696 psi                   |
| 1 torr | ≈ 133,322 Pa  | ≈ 1,3332×10−3 bar | ≈ 1,3595×10−3 at   | ≈ 1,3158×10−3 atm    | ≡ 1 mmHg           | ≈ 19,337×10−3 psi              |
| 1 psi  | ≈ 6894,76 Pa  | ≈ 68,948×10−3 bar | ≈ 70,307×10−3 at   | ≈ 68,046×10−3 atm    | ≈ 51,715 torr      | ≡ 1 lbf/in2                    |

Pritisak od 1 atm se takođe može izraziti kao:
≡ 101325 paskali (Pa)
≡ 1,01325 
≈ 1,033 
≈ 1,033 tehnička atmosfera
≈ 10,33 , 4 °
≈ 760 , 0 °, podleže reviziji kako preciznija merenja gustine žive postaju dostupna
≡ 760 tor (Torr)
≈ 29,92 , 0 °, podleže reviziji kako preciznija merenja gustine žive postaju dostupna
≈ 406,782 u , 4 °C
≈ 14,6959 funti-sile po kvadratnom inču (lbf/in2)
≈ 2116,22 funti-sile po kvadratnoj stopi (lbf/ft2)
= 1 ata (apsolutna atmosfera).
Jedinica ata se koristi umesto atm za označavanje ukupnog pritiska sistema, u poređenju sa vakuumom. Na primer, podvodni pritisak od 3 ata bi značio da ovaj pritisak uključuje 1 atm vazdušnog pritiska, a time 2 atm zbog vode.

## Napomene
1. 1 2 3  Ovo je uobičajeno prihvaćena vrednost za . To je upravo proizvod 1 kg-sile po kvadratnom centimetru (jedne tehnička atmosfera) puta 1,013 25 (bar/atmosfera) podeljeno sa 0,980 665 (jedan gram-sile). To nije prihvaćena praksa da se vrednost za vodeni stub definiše na osnovu prave fizičke realizacije vode (koja bi bila 99,997 495% ove vrednosti, jer je prava maksimalna gustina bečke standardne srednje vode okeana 0,999 974 95 kg/l na 3,984 °C). Takođe, ova „fizička realizacija“ bi i dalje ignorisala redukciju od 8,285  koja bi se zapravo dogodila u pravoj fizičkoj realizaciji usled pritiska pare iznad vode na 3,984 °C.
2. 1 2   vrednost od 13,595 078(5)  uzima se za gustinu Hg na 0 °
3. ↑  Tor i mm-Hg, 0&nbsp;°C često se uzimaju za identične. Za većinu praktičnih razloga (do 5 značajnih cifara), oni su zamenljivi.

## Literatura
- Knight, PhD, Randall D. (2007). Physics for Scientists and Engineers: A Strategic Approach (google books) (на језику: енглески) (2nd изд.). San Francisco: Pearson Addison Wesley. стр. 1183. ISBN 978-0-321-51671-8. Приступљено 6. 4. 2020.
- Giancoli, Douglas G. (2004). Physics: principles with applications. Upper Saddle River, N.J.: Pearson Education. ISBN 978-0-13-060620-4.
- McNaught, A. D.; Wilkinson, A.; Nic, M.; Jirat, J.; Kosata, B.; Jenkins, A. (2014). IUPAC. Compendium of Chemical Terminology, 2nd ed. (the "Gold Book"). 2.3.3. Oxford: Blackwell Scientific Publications. ISBN 978-0-9678550-9-7. doi:10.1351/goldbook.P04819. Архивирано из оригинала 2016-03-04. г.
- Cook, Alan H. The observational foundations of physics, Cambridge, (1994)  0-521-45597-9
- Essential Principles of Physics, P.M. Whelan, M.J. Hodgeson, 2nd Edition, 1978, John Murray,  0-7195-3382-1
- Encyclopaedia of Physics, R.G. Lerner, G.L. Trigg, 2nd Edition, VHC Publishers, Hans Warlimont, Springer, 2005, pp. 12–13
- Physics for Scientists and Engineers: With Modern Physics (6th Edition), P.A. Tipler, G. Mosca, W.H. Freeman and Co, 2008, 9-781429-202657
- Barenblatt, G. I. (1996), Scaling, Self-Similarity, and Intermediate Asymptotics, Cambridge, UK: Cambridge University Press, ISBN 978-0-521-43522-2
- Bhaskar, R.; Nigam, Anil (1990), „Qualitative Physics Using Dimensional Analysis”, Artificial Intelligence, 45 (1–2): 73—111, doi:10.1016/0004-3702(90)90038-2
- Bhaskar, R.; Nigam, Anil (1991), „Qualitative Explanations of Red Giant Formation”, The Astrophysical Journal, 372: 592—6, Bibcode:1991ApJ...372..592B, doi:10.1086/170003
- Boucher; Alves (1960), „Dimensionless Numbers”, Chemical Engineering Progress, 55: 55—64
- Bridgman, P. W. (1922), Dimensional Analysis, Yale University Press, ISBN 978-0-548-91029-0
- Buckingham, Edgar (1914), „On Physically Similar Systems: Illustrations of the Use of Dimensional Analysis”, Physical Review, 4 (4): 345—376, Bibcode:1914PhRv....4..345B, doi:10.1103/PhysRev.4.345, hdl:10338.dmlcz/101743
- Drobot, S. (1953—1954), „On the foundations of dimensional analysis” (PDF), Studia Mathematica, 14: 84—99, doi:10.4064/sm-14-1-84-99
- Gibbings, J.C. (2011), Dimensional Analysis, Springer, ISBN 978-1-84996-316-9
- Hart, George W. (1994), „The theory of dimensioned matrices”,  Ур.: Lewis, John G., Proceedings of the Fifth SIAM Conference on Applied Linear Algebra, SIAM, стр. 186—190, ISBN 978-0-89871-336-7 As postscript
- Hart, George W. (1995), Multidimensional Analysis: Algebras and Systems for Science and Engineering, Springer-Verlag, ISBN 978-0-387-94417-3
- Huntley, H. E. (1967), Dimensional Analysis, Dover, LOC 67-17978
- Klinkenberg, A. (1955), „Dimensional systems and systems of units in physics with special reference to chemical engineering: Part I. The principles according to which dimensional systems and systems of units are constructed”, Chemical Engineering Science, 4 (3): 130—140, 167—177, doi:10.1016/0009-2509(55)80004-8
- Langhaar, Henry L. (1951), Dimensional Analysis and Theory of Models, Wiley, ISBN 978-0-88275-682-0
- Mendez, P.F.; Ordóñez, F. (септембар 2005), „Scaling Laws From Statistical Data and Dimensional Analysis”, Journal of Applied Mechanics, 72 (5): 648—657, Bibcode:2005JAM....72..648M, CiteSeerX 10.1.1.422.610 , doi:10.1115/1.1943434
- Moody, L. F. (1944), „Friction Factors for Pipe Flow”, Transactions of the American Society of Mechanical Engineers, 66 (671)
- Murphy, N. F. (1949), „Dimensional Analysis”, Bulletin of the Virginia Polytechnic Institute, 42 (6)
- Perry, J. H.;  . (1944), „Standard System of Nomenclature for Chemical Engineering Unit Operations”, Transactions of the American Institute of Chemical Engineers, 40 (251)
- Pesic, Peter (2005), Sky in a Bottle, MIT Press, стр. 227–8, ISBN 978-0-262-16234-0
- Petty, G. W. (2001), „Automated computation and consistency checking of physical dimensions and units in scientific programs”, Software – Practice and Experience, 31 (11): 1067—76, S2CID 206506776, doi:10.1002/spe.401
- Porter, Alfred W. (1933), The Method of Dimensions (3rd изд.), Methuen
- J. W. Strutt (3rd Baron Rayleigh) (1915), „The Principle of Similitude”, Nature, 95 (2368): 66—8, Bibcode:1915Natur..95...66R, doi:10.1038/095066c0
- Siano, Donald (1985), „Orientational Analysis – A Supplement to Dimensional Analysis – I”, Journal of the Franklin Institute, 320 (6): 267—283, doi:10.1016/0016-0032(85)90031-6
- Siano, Donald (1985), „Orientational Analysis, Tensor Analysis and The Group Properties of the SI Supplementary Units – II”, Journal of the Franklin Institute, 320 (6): 285—302, doi:10.1016/0016-0032(85)90032-8
- Silberberg, I. H.; McKetta, J. J. Jr. (1953), „Learning How to Use Dimensional Analysis”, Petroleum Refiner, 32 (4): 5, (5): 147, (6): 101, (7): 129
- Van Driest, E. R. (март 1946), „On Dimensional Analysis and the Presentation of Data in Fluid Flow Problems”, Journal of Applied Mechanics, 68 (A–34)
- Whitney, H. (1968), „The Mathematics of Physical Quantities, Parts I and II”, American Mathematical Monthly, 75 (2): 115—138, 227—256, JSTOR 2315883, doi:10.2307/2315883
- Vignaux, GA (1992),  Erickson, Gary J.; Neudorfer, Paul O., ур., Dimensional Analysis in Data Modelling, Kluwer Academic, ISBN 978-0-7923-2031-9
- Kasprzak, Wacław; Lysik, Bertold; Rybaczuk, Marek (1990), Dimensional Analysis in the Identification of Mathematical Models, World Scientific, ISBN 978-981-02-0304-7

## Spoljašnje veze
- Veb sajt Sve je fizika
- Veb sajt Fizika za osnovce Архивирано на веб-сајту  (12. фебруар 2021)